# Ялалов, Фарит Габтелович
Фарит Габтелович Ялалов (род. 11 апреля 1951, Сынгряново, Башкирская АССР) — доктор педагогических наук, профессор, российский ученый, общественный деятель.

## Биография
Родился 11 апреля 1951 года в с. Сынгряново Илишевского района Башкирской АССР.
Окончил физико-математический факультет Бирского государственного педагогического института в 1973 году. В период с 1973 по 1983 год проработал учителем физики и директором Рсаевской средней школы Илишевского района Башкирской АССР. С 1983 года по 1997 год — заместитель директора школы, директор национальной гимназии в Нижнекамске.
Кандидат педагогических наук (1996), доцент кафедры педагогики, проректор по учебной работе Нижнекамского муниципального института (1997), доктор педагогических наук (2001), профессор (2003).
В 2000—2013 годы — ректор Нижнекамского муниципального института, руководил Нижнекамским филиалом кафедры ЮНЕСКО РГПУ им. А. И. Герцена, член Российского Союза ректоров. Основатель и главный редактор электронного научного журнала «Профессиональная многомерность».

## Научные проблемы
Теория образования в поликультурном обществе: этнодидактический подход к моделированию национального образования, инвариантные модели этнорегиональных образовательных систем. Основоположник научного направления «Этнодидактика». Автор и руководитель проекта ЮНЕСКО «Этнодидактика народов России».
Деятельностно-компетентностный подход к практико-ориентированному образованию. Многомерный подход к профессиональному образованию. Профессиональная многомерность. Многомерные компетенции: многофункциональность, многозадачность. Виртуальная мобильность, синергичность. Руководитель научной школы: «Профессиональная многомерность».

## Основные труды научные труды
- Ялалов Ф. Г. Концепция татарской гимназии № 2 г. Нижнекамска — экспериментального комплекса свободного развития личности. Казань, 1993.
- Ялалов Ф. Г. История становления татарского гимназического образования. Казань: ИССО РАО, 1997. — 100 с.
- Ялалов Ф. Г. Национальное гимназическое образование: история, теория, практика. М: ГИЦ ВЛАДОС, 200. — 218 с.
- Ялалов Ф. Г. Национальные гимназии России: методологические основы. М: Флинта Наука, 2001. — 172 с.
- Ялалов Ф. Г. Этнодидактика. М: ГИЦ ВЛАДОС, 2002. — 151 с.https://shelly.kpfu.ru/e-ksu/docs/F558089407/Yalalov.F.G..Etnodidaktika..pdf
- Ялалов Ф. Г. Введение в педагогическую профессию. Учебное пособие. Гриф УМО. Нижнекамск: Изд-во НМИ «Чишмэ», 2002. — 177 с.
- Ялалов Ф. Г. Гимназическое образование народов России. Казань: Магариф, 2002. — 248 с.
- Ялалов Ф. Г. Концепция национального инновационного университета. Казань: Татарстан, № 4. 2005. — С. 30-35
- Ялалов Ф. Г. Концепции современного естествознания. Учебное пособие. Нижнекамск: Изд-во НМИ, 2008. — 198 с.
- Ялалов Ф. Г. Деятельностно-компетентностный подход к практико-ориентированному образованию. Высшее образование в России, № 1. 2008. — С. 89-93. https://elibrary.ru/item.asp?id=9923888
- Ялалов Ф. Г. Многомерные педагогические компетенции. Педагогика, № 4, 2012. — С. 45-53
- Ялалов Ф. Г. Профессиональная многомерность. Казань: Центр инновационных технологий, 2013. — 180 с.https://shelly.kpfu.ru/e-ksu/docs/F1453502579/Professionalnaya.mnogomernost.pdf
- Ялалов Ф. Г. Профессиональная многомерность: многомерные компетенции.https://elibrary.ru/item.asp?id=23503485

## Награды и звания
- медаль «Ветеран труда»;
- памятная медаль энциклопедии «Лучшие люди России»;
- Действительный член Петровской академии наук и искусств;
- Заслуженный деятель науки Республики Татарстан;
- Отличник Всероссийского проекта «Эффективное управление кадрами»;
- Почётный работник высшего профессионального образования Российской Федерации;
- медаль «За вклад в развитие программ ЮНЕСКО» (2011);
- Отличник образования Республики Башкортостан.